# Anna-Lisa Fröberg
Anna-Lisa Fröberg, född Jacobson 3 juni 1887 i Sundsvall, död 17 november 1979 på Höstsol i Täby, var en svensk skådespelare. Hon var 1912–1928 gift med skådespelaren Einar Fröberg (1875–1934).

## Filmografi (urval)
- 1930 – Vi två
- 1932 – Landskamp
- 1932 – Muntra musikanter
- 1934 – Havets melodi
- 1935 – Äktenskapsleken
- 1935 – Kanske en gentleman
- 1936 – Flickorna på Uppåkra
- 1936 – Kvartetten som sprängdes
- 1936 – Ä' vi gifta?
- 1937 – En flicka kommer till sta'n
- 1939 – Frun tillhanda
- 1941 – Tänk, om jag gifter mig med prästen
- 1941 – Livet går vidare
- 1941 – Lasse-Maja
- 1941 – Soliga Solberg
- 1942 – Vårat gäng
- 1942 – I gult och blått
- 1942 – Doktor Glas
- 1943 – Ombyte av tåg
- 1943 – Elvira Madigan
- 1945 – Bröderna Östermans huskors
- 1949 – Greven från gränden
- 1949 – Flickan från tredje raden
- 1949 – Lång-Lasse i Delsbo
- 1949 – Bohus Bataljon
- 1950 – Frökens första barn
- 1951 – Tull-Bom
- 1952 – Säg det med blommor
- 1952 – Flyg-Bom
- 1953 – Barabbas
- 1954 – Karin Månsdotter
- 1956 – Sjunde himlen
- 1975 – Släpp fångarne loss – det är vår!

## Teater

### Roller (ej komplett)
| År   | Roll                     | Produktion                                                 | Regi                      | Teater                                       |
| ---- | ------------------------ | ---------------------------------------------------------- | ------------------------- | -------------------------------------------- |
| 1915 | Amanda                   | Hittebarnet August Blanche                                 | Einar Fröberg             | Intima teatern                               |
| 1915 | Fru Lund                 | Moral Ludwig Thoma                                         | Einar Fröberg             | Intima teatern                               |
| 1916 | Sofia Magdalena          | Gustaf III August Strindberg                               | Einar Fröberg             | Intima teatern                               |
| 1916 | Lassen                   | Prinsessan och hela världen Edgard Høyer                   | Einar Fröberg             | Intima teatern                               |
| 1916 | Béline                   | Den inbillningssjuke Molière                               | Einar Fröberg             | Intima teatern                               |
| 1916 | Kvinnogestalt            | Hannele Gerhart Hauptmann                                  | Einar Fröberg             | Intima teatern                               |
| 1917 | Mastridia Iwanowna       | Sorina Georg Kaiser                                        | Einar Fröberg             | Intima teatern                               |
| 1917 | Célestine                | Zoologi Ludwig Thoma                                       | Einar Fröberg             | Intima teatern                               |
| 1917 | Amelie Siebert           | Ungdomsvänner Ludwig Fulda                                 | Einar Fröberg             | Intima teatern                               |
| 1917 | Borgmästarinnan          | Kapten Puff eller Storprataren Olof Kexél                  | Rune Carlsten             | Intima teatern                               |
| 1918 | Emma                     | Under lagen Edvard Brandes                                 | Einar Fröberg             | Intima teatern                               |
| 1918 | Hanna                    | Narren Peter Egge Rune Carlsten                            | Rune Carlsten             | Intima teatern                               |
| 1919 | Miss Starkey             | Titeln Arnold Bennett                                      | Einar Fröberg             | Intima teatern                               |
| 1920 | Öllegaard                | Barnsölet Ludvig Holberg                                   | Rune Carlsten             | Intima teatern                               |
| 1920 | Hertiginnan de Frontenac | Aigretten Dario Niccodemi                                  | Einar Fröberg             | Intima teatern                               |
| 1920 | Lady Caroline            | Damen i skärt Gertrude E. Jennings                         |                           | Djurgårdsteatern Flyttad till Intima teatern |
| 1920 | Baronessan               | 2 X 2=5 Gustav Wied                                        |                           | Intima teatern                               |
| 1923 | Fru Lund                 | Moral Ludwig Thoma                                         | Torsten Hammarén          | Helsingborgs stadsteater                     |
| 1923 | Alma Sundin              | Fjärde budet Sigurd Wallén                                 | Albin Lindahl             | Helsingborgs stadsteater                     |
| 1923 | Jensina                  | Komedien Nini Roll Anker                                   | Gerda Lundequist-Dalström | Helsingborgs stadsteater                     |
| 1923 | Emma                     | Signade tider Algot Sandberg                               | Albin Lindahl             | Helsingborgs stadsteater                     |
| 1923 | Fru Lavinia Celius       | Det lyckliga valet Nils Kjær                               | Torsten Hammarén          | Helsingborgs stadsteater                     |
| 1924 | Fru Palette              | Hjärter är trumf Felix Gandera                             | Torsten Hammarén          | Helsingborgs stadsteater                     |
| 1924 | Helga Stenklo            | Disciplin Einar Fröberg                                    | Torsten Hammarén          | Helsingborgs stadsteater                     |
| 1924 | Dona Isabel              | Åtrå Jacinto Benavente                                     | Gerda Lundequist-Dalström | Helsingborgs stadsteater                     |
| 1924 | Fru le Gueldic           | Hans rätta hustru Jacques Bousquet och Henri Falk          | Hjalmar Peters            | Helsingborgs stadsteater                     |
| 1924 | Fru de la Plata          | Fröken Pascal Martial Piéchaud                             | Gerda Lundequist-Dalström | Helsingborgs stadsteater                     |
| 1924 | Madame Lorgeac           | Främlingen Paul Armont och Louis Verneuil                  | Hjalmar Peters            | Helsingborgs stadsteater                     |
| 1924 | Lisa                     | Värmlänningarna Fredrik August Dahlgren och Andreas Randel | Hjalmar Peters            | Helsingborgs stadsteater                     |
| 1925 | Dagmar Rapp              | Dagens hjälte Carlo Keil-Möller                            | Torsten Hammarén          | Helsingborgs stadsteater                     |
| 1925 | Eurydike                 | Antigone Sofokles                                          | Gerda Lundequist-Dalström | Helsingborgs stadsteater                     |
| 1925 | Sjuksköterskan           | Thora van Deken Henrik Pontoppidan och Hjalmar Bergstrøm   | Gerda Lundequist-Dalström | Helsingborgs stadsteater                     |
| 1925 | Heatley                  | Maskopi J. E. Harold Terry                                 | Rune Carlsten             | Djurgårdsteatern                             |
| 1925 |                          | Fröken X, Box 1742 Cyril Harcourt                          | Rune Carlsten             | Djurgårdsteatern                             |
| 1928 | Betty Roos               | Hennes lilla majestät Karl Gerhard                         |                           | Hagateatern, Stockholm                       |
| 1929 | Elise Friis              | Kära släkten Gustav Esmann                                 | Rune Carlsten             | Oscarsteatern                                |
| 1929 | Alice Simpson            | Vid 37de gatan Elmer Rice                                  | Svend Gade                | Oscarsteatern                                |
| 1930 | Elise Friis              | Kära släkten Gustav Esmann                                 | Rune Carlsten             | Oscarsteatern                                |

### Fotnoter
1. ↑  ”Anna-Lisa Fröberg”. Svensk Filmdatabas. http://www.sfi.se/sv/svensk-filmdatabas/Item/?type=PERSON&itemid=59296&ref=%2ftemplates%2fSwedishFilmSearchResult.aspx%3fid%3d1225%26epslanguage%3dsv%26searchword%3dAnna-Lisa+Fr%C3%B6berg%26type%3dPerson%26match%3dBegin%26page%3d1%26prom%3dFalse. Läst 21 augusti 2012.
2. ↑  Einar F Fröberg i Svenskt biografiskt Lexikon. Åtkomst 19 maj 2014.
3. ↑  ”Hittebarnet”. Musikverket. http://calmview.musikverk.se/CalmView/Record.aspx?src=CalmView.Performance&id=PERF29393&pos=71. Läst 14 maj 2016.
4. ↑  ”Tidningsnotis”. Dagens Nyheter:  s. 4. 27 december 1915. http://arkivet.dn.se/arkivet/tidning/1915-12-27/351A/4?searchTerm=moral+%22intima+teatern%22. Läst 15 maj 2016.
5. ↑  ”Gustav III”. Musikverket. http://calmview.musikverk.se/CalmView/Record.aspx?src=CalmView.Performance&id=PERF29396&pos=74. Läst 15 maj 2016.
6. ↑  ”Prinsessan och hela världen”. Musikverket. http://calmview.musikverk.se/CalmView/Record.aspx?src=CalmView.Performance&id=PERF29398&pos=77. Läst 15 maj 2016.
7. ↑  ”Den inbillade sjuke”. Musikverket. http://calmview.musikverk.se/CalmView/Record.aspx?src=CalmView.Performance&id=PERF29400&pos=80. Läst 15 maj 2016.
8. ↑  ”Hannele”. Musikverket. http://calmview.musikverk.se/CalmView/Record.aspx?src=CalmView.Performance&id=PERF29402&pos=82. Läst 15 maj 2016.
9. ↑  ”Sorina”. Musikverket. http://calmview.musikverk.se/CalmView/Record.aspx?src=CalmView.Performance&id=PERF29409&pos=90. Läst 16 maj 2016.
10. ↑  ”Teater Musik”. Dagens Nyheter:  s. 6. 30 augusti 1917. http://arkivet.dn.se/arkivet/tidning/1917-08-30/233A/6. Läst 2 april 2016.
11. ↑  ”Ungdomsvänner”. Musikverket. http://calmview.musikverk.se/CalmView/Record.aspx?src=CalmView.Performance&id=PERF29412&pos=93. Läst 16 maj 2016.
12. ↑  ”Kapten Puff”. Musikverket. http://calmview.musikverk.se/CalmView/Record.aspx?src=CalmView.Performance&id=PERF29415&pos=96. Läst 16 maj 2016.
13. ↑  ”Under lagen”. Musikverket. http://calmview.musikverk.se/CalmView/Record.aspx?src=CalmView.Performance&id=PERF29421&pos=103. Läst 17 maj 2016.
14. ↑  ”Narren”. Musikverket. http://calmview.musikverk.se/CalmView/Record.aspx?src=CalmView.Performance&id=PERF29425&pos=105. Läst 17 maj 2016.
15. ↑  ”Titlen”. Musikverket. http://calmview.musikverk.se/CalmView/Record.aspx?src=CalmView.Performance&id=PERF29435&pos=113. Läst 19 maj 2016.
16. ↑  ”Barnsölet”. Musikverket. http://calmview.musikverk.se/CalmView/Record.aspx?src=CalmView.Performance&id=PERF29441&pos=119. Läst 23 maj 2016.
17. ↑  ”Aigretten”. Musikverket. http://calmview.musikverk.se/CalmView/Record.aspx?src=CalmView.Performance&id=PERF29442&pos=120. Läst 23 maj 2016.
18. ↑  Bo Bergman (14 augusti 1920). ”'Damen i skärt' på Djurgårdsteatern”. Dagens Nyheter:  s. 4. http://arkivet.dn.se/arkivet/tidning/1920-08-14/217/4. Läst 23 maj 2016.
19. ↑  ”Två gånger två är fem”. Musikverket. http://calmview.musikverk.se/CalmView/Record.aspx?src=CalmView.Performance&id=PERF29450&pos=126. Läst 23 maj 2016.
20. ↑  Bo Bergman (30 maj  1925). ”Teater och Musik”. Dagens Nyheter:  s. 9. http://arkivet.dn.se/arkivet/tidning/1925-05-30/144/9. Läst 29 december 2015.
21. ↑  ”Teater och Musik”. Dagens Nyheter:  s. 7. 16 augusti 1925. http://arkivet.dn.se/arkivet/tidning/1925-08-16/220/7. Läst 20 juli 2015.
22. ↑  ”Scen och Film”. 2 juni 1928. s. 12. https://arkivet.dn.se/tidning/1928-06-02/148/12. Läst 9.
23. ↑  ”Sceno och Film”. Dagens Nyheter:  s. 12. 8 mars 1929. http://arkivet.dn.se/arkivet/tidning/1929-03-08/66/12. Läst 9 maj 2016.
24. ↑  ”Scen och Film: Gott om folk på Oscarsteaterns premiär”. Dagens Nyheter:  s. 12. 27 november 1929. http://arkivet.dn.se/arkivet/tidning/1929-11-27/324/12. Läst 6 januari 2016.
25. ↑  ”Teater, Musik och Film”. Dagens Nyheter:  s. 7. 19 augusti 1930. http://arkivet.dn.se/arkivet/tidning/1930-08-19/223/7. Läst 9 maj 2016.